# NACRA Sevens 2013
El NACRA Sevens (North America Caribbean Rugby Association) de 2013 fue la décima edición del principal torneo de rugby 7 de la Confederación Norteamérica de Rugby.
Se disputó del 9 al 10 de noviembre en George Town, Islas Caimán.

## Fase de grupos

### Primera Fase

#### Grupo A
| Equipo       | Encuentros | Encuentros | Encuentros | Encuentros | Tantos  | Tantos    | Tantos     | Puntos |
| Equipo       | jugados    | ganados    | empatados  | perdidos   | a favor | en contra | diferencia | Puntos |
| ------------ | ---------- | ---------- | ---------- | ---------- | ------- | --------- | ---------- | ------ |
| Canadá       | 3          | 3          | 0          | 0          | 95      | 5         | +90        | 9      |
| Barbados     | 3          | 2          | 0          | 1          | 79      | 19        | +60        | 7      |
| Bahamas      | 3          | 1          | 0          | 2          | 17      | 77        | -60        | 5      |
| Islas Caimán | 3          | 0          | 0          | 3          | 10      | 100       | -90        | 3      |

#### Grupo B
| Equipo            | Encuentros | Encuentros | Encuentros | Encuentros | Tantos  | Tantos    | Tantos     | Puntos |
| Equipo            | jugados    | ganados    | empatados  | perdidos   | a favor | en contra | diferencia | Puntos |
| ----------------- | ---------- | ---------- | ---------- | ---------- | ------- | --------- | ---------- | ------ |
| Estados Unidos    | 3          | 3          | 0          | 0          | 115     | 5         | +110       | 9      |
| Trinidad y Tobago | 3          | 2          | 0          | 1          | 62      | 43        | +19        | 7      |
| Islas Caimán      | 3          | 1          | 0          | 2          | 41      | 74        | -33        | 5      |
| Curazao           | 3          | 0          | 0          | 3          | 10      | 106       | -96        | 3      |

#### Grupo C
| Equipo                    | Encuentros | Encuentros | Encuentros | Encuentros | Tantos  | Tantos    | Tantos     | Puntos |
| Equipo                    | jugados    | ganados    | empatados  | perdidos   | a favor | en contra | diferencia | Puntos |
| ------------------------- | ---------- | ---------- | ---------- | ---------- | ------- | --------- | ---------- | ------ |
| México                    | 3          | 3          | 0          | 0          | 69      | 5         | +64        | 9      |
| Jamaica                   | 3          | 2          | 0          | 1          | 48      | 21        | +27        | 7      |
| Bermudas                  | 3          | 1          | 0          | 2          | 43      | 24        | +19        | 5      |
| Islas Vírgenes Británicas | 3          | 0          | 0          | 3          | 0       | 110       | -110       | 3      |

### Etapa eliminatoria
|  | Cuartos de final  | Cuartos de final  | Cuartos de final  |                   |                | Semifinales    | Semifinales | Semifinales |  |        | Copa   | Copa | Copa |  |
|  |                   |                   |                   |                   |                |                |             |             |  |        |        |      |      |  |
|  |                   |                   |                   |                   |                |                |             |             |  |        |        |      |      |  |
|  | Canadá            | Canadá            | 26                |                   |                |                |             |             |  |        |        |      |      |  |
|  | Canadá            | Canadá            | 26                |                   |                |                |             |             |  |        |        |      |      |  |
|  | Islas Caimán      | Islas Caimán      | 0                 |                   |                |                |             |             |  |        |        |      |      |  |
|  | Islas Caimán      | Islas Caimán      | 0                 |                   | Canadá         | Canadá         | 38          |             |  |        |        |      |      |  |
|  |                   |                   |                   |                   | Canadá         | Canadá         | 38          |             |  |        |        |      |      |  |
|  |                   |                   | Trinidad y Tobago | Trinidad y Tobago | 0              |                |             |             |  |        |        |      |      |  |
|  | Trinidad y Tobago | Trinidad y Tobago | Trinidad y Tobago | Trinidad y Tobago | 0              | 17             |             |             |  |        |        |      |      |  |
|  | Trinidad y Tobago | Trinidad y Tobago |                   |                   |                |                |             |             |  |        |        |      |      |  |
|  | Bermudas          | Bermudas          | 12                |                   |                |                |             |             |  |        |        |      |      |  |
|  | Bermudas          | Bermudas          | 12                |                   |                |                |             |             |  | Canadá | Canadá | 27   |      |  |
|  |                   |                   |                   |                   |                |                |             |             |  | Canadá | Canadá | 27   |      |  |
|  |                   |                   | Estados Unidos    | Estados Unidos    | 5              |                |             |             |  |        |        |      |      |  |
|  | Estados Unidos    | Estados Unidos    | Estados Unidos    | Estados Unidos    | 5              | 29             |             |             |  |        |        |      |      |  |
|  | Estados Unidos    | Estados Unidos    |                   |                   |                |                |             |             |  |        |        |      |      |  |
|  | Bahamas           | Bahamas           | 5                 |                   |                |                |             |             |  |        |        |      |      |  |
|  | Bahamas           | Bahamas           | 5                 |                   | Estados Unidos | Estados Unidos | 26          |             |  |        |        |      |      |  |
|  |                   |                   |                   |                   | Estados Unidos | Estados Unidos | 26          |             |  |        |        |      |      |  |
|  |                   |                   | Barbados          | Barbados          | 5              |                |             |             |  |        |        |      |      |  |
|  | Barbados          | Barbados          | Barbados          | Barbados          | 5              | 5              |             |             |  |        |        |      |      |  |
|  | Barbados          | Barbados          |                   |                   |                |                |             |             |  |        |        |      |      |  |
|  | México            | México            | 0                 |                   |                |                |             |             |  |        |        |      |      |  |
|  | México            | México            | 0                 |                   |                |                |             |             |  |        |        |      |      |  |
|  |                   |                   |                   |                   |                |                |             |             |  |        |        |      |      |  |

| Bandera de Canadá |
| Campeón Canadá    |
| 2.do título       |